# Bruno Salvadori
Bruno Salvadori (Aosta, 1942 – Voltri, vora Gènova, 1980) fou un periodista i polític valldostà. El 1965 ingressà en les Jeunesses Valdôtaines, òrgan juvenil d'Unió Valldostana, treballà en l'àrea autonomista del SAVT i dirigí el diari Le Peuple Valdôtain. President d'UV el 1976, a les eleccions regionals de la Vall d'Aosta de 1978 fou escollit conseller regional. Va morir en un accident de trànsit.
Considerat un dels principals teòrics del nacionalisme valldostà modern, es considera continuador d'Émile Chanoux i de la declaració de Chivasso. Va considerar la pertinença a una nació basant-se en criteris culturals i no pas sanguinis. Alhora, va procurar aplegar dins el paraigua d'UV totes les tendències autonomistes, regionalistes i fins i tot independentistes valldostanes, (com Unió Valldostana Progressista) i es mostrà partidari de la constitució d'una Europa de Nacions, cosa que es traduí a nivell d'eleccions europees a l'establiment de contactes amb el sard Mario Melis i el sudtirolès Alfons Benedikter. La seva convicció federalista de l'estat italià va influir sensiblement en Umberto Bossi i la Lliga Nord.